# Mattia Battistini
Mattia Battistini (ur. 27 lutego 1856 w Rzymie, zm. 7 listopada 1928 w Colle Baccaro) – włoski śpiewak operowy, baryton.

## Życiorys
Kształcił się w Accademia di Santa Cecilia, był uczniem Emilio Terzianiego i Venceslao Persichiniego. Jako śpiewak zadebiutował na deskach rzymskiego Teatro Argentina w 1878 roku, występując w roli Alfonsa XI w Faworycie Gaetana Donizettiego. Po debiucie otrzymał angaż na cały sezon w Buenos Aires, później występował na scenach włoskich i w Madrycie. W 1883 roku debiutował rolą Ryszarda w Purytanach Vincenzo Belliniego w Covent Garden Theatre w Londynie, gdzie później występował regularnie do 1906 roku. W 1888 roku wystąpił w mediolańskiej La Scali. Przez wiele lat występował w całej Europie, zyskując sobie sławę jednego z najświetniejszych barytonów. W 1893 roku wystąpił w Petersburgu i do 1914 roku powracał do tego miasta w każdym sezonie operowym. Wielokrotnie gościł w Warszawie, gdzie w 1902 roku dokonał pierwszych nagrań fonograficznych swoich występów. Jako jedyny z wielkich śpiewaków operowych swoich czasów nigdy nie wystąpił w Ameryce. Po raz ostatni wystąpił publicznie na koncercie w Grazu w 1927 roku.
Należał do najwybitniejszych przedstawicieli włoskiego bel canta, odznaczał się głosem o wysokim rejestrze. Zyskał sobie przydomek „król barytonów” oraz „barytona królów”. W swoim repertuarze miał ponad 80 ról, m.in. Figara w Cyruliku sewilskim Rossiniego, Rigoletta w Rigoletcie Verdiego, Don Giovanniego w Don Giovannim Mozarta, a także rolę tenorową w Wertherze Masseneta.